# Bertrand de Thessy
Bertrand de Thessy je bil petnajsti veliki mojster Malteškega viteškega reda, * ni znano, † 1231, Akon, Sveta dežela.
Položaj velikega mojsta je nasledil od Guérina de Montaiguja leta 1228 in služil do leta 1230 ali 1231. Nasledil ga je Guérin Lebrun.

## Friderik II.
Izvolitev Bertranda de Thessyja za velikega mojstra sovpada s prihodom  cesarja Svetega rimskega cesarstva Friderika II. v Sveto deželo. Cesar se je vkrcal v Brindisiju 28. junija 1228 in po bivanju na Cipru od 21. julija do 3. septembra, da bi v svojo korist uredil vrhovno oblast na otoku, 7. septembra pristal v Akonu. Papež Gregor IX. je Friderika 29. septembra 1227 izobčil zaradi neizpolnjevanja njegovih križarskih zaobljub. Vsem kristjanom je prepovedal vstop v vse kraje, kamor bi stopil Friderik. Latinskega patriarha Gérolda iz Lausanne je prosil, naj razglasi obsodbo o izobčenju, vojakom pa ukazal, da mu odrečejo pokorščino. Thessy zato Friderika ni hotel priznati za jeruzalemskega kralja. Njegovemu zgledu je sledil mojster templjarjev Pedro de Montaigu. Tevtonski vitezi pod vodstvom Hermana von Salza niso bili vajeni neposlušnosti proti nemškemu suverenu in so cesarja v celoti podprli.

## Šesta križarska vojna
Friderik je 1228 prevzel oblast v Jaffi. Dan pred tem so mesto zapustili templjarji in hospitalci, ki so spoštovali papeževe ukaze. Oboji so negativno gledali tudi na Friderikovo sodelovanje s sultanom al-Kamilom. Cesar ni imel močne vojske in ni želel spopada, ampak pogajanja, ki so se uspešno končala 18. februarja 1229. Križarjem so bila vrnjena mesta Jeruzalem, Betlehem in Nazaret. Sporazum naj bi začel veljati 24. februarja 1229 in veljal deset let, šest mesecev in deset dni. Dosežek je bil na prvi pogled velik, v resnici pa so muslimani obdržali vse ključne strateške točke. Cesar je dosegel svoj cilj vrniti se v Jeruzalem in se okronati za kralja, kar mu je uspelo 18. marca 1229. Friderik se je okronal kar sam, saj nihče ni želel prekršiti papeževih ukazov. Iz Jeruzalema se je vrnil v Akon in 1. maja 1229 odplul proti Italiji.
Thessy je skupaj s templjarji in patriarhom Géroldom iz Lozane, ki je predstavljal duhovščino Svete dežele, zavrnil sprejetje sporazuma, saj sta bili iz njega izključeni kneževina Antiohija in grofija Tripoli. Interesi teh križarskih držav niso bili z ničemer zaščiteni. Nadaljnja težava je bila odločitev, da sta bili muslimanom prepuščeni dve krščanski svetišči: tempelj našega Gospoda (Omarjeva mošeja) in Salomonov tempelj (mošeja al-Aksa). Avgusta 1229 je Gregor IX izdal papeško bulo latinskemu patriarhu, v kateri je ukazal, da morajo hospitalci ohraniti jurisdikcijo nad tevtonskimi vitezi kot kazen za njihovo sledenje cesarju Frideriku.

## Povojno obdobje
Hospitalci in templjarji so izkoristili dejstvo, da so bili izključeni iz sporazuma, in so jeseni 1229 izvedli  uspešen pohod  na sever proti muslimanom v trdnjavi Montferrand in katastrofalen pohod na Hamo julija in avgusta 1230. Upanje se je vrnilo, ko je Friderik dosegel papežev preklic njegovega izobčenja 28. avgusta 1230 s sporazumom v Cepranu. Cesar je  hospitalcem in templjarjem vrnil blago, zaplenjeno na Siciliji. 
Thessy je umrl v Akonu  leta 1231. Že leta 1230 ali najkasneje malo pred 1. majem 1231 ga je nasledil  Guérin Lebrun.